# Saint-Laurent-d'Aigouze
Pour les articles homonymes, voir Saint-Laurent.
Saint-Laurent-d'Aigouze est une commune française située dans le sud du département du Gard, en région Occitanie.
Exposée à un climat méditerranéen, elle est drainée par le Vidourle, le canal du Rhône à Sète, le Vieux Vistre, Canal le Vistre. Incluse dans la Camargue (delta du Rhône), la commune possède un patrimoine naturel remarquable : quatre sites Natura 2000 (« le Vidourle », la « Petite Camargue », la « Camargue gardoise fluvio-lacustre » et la « petite Camargue laguno-marine »), cinq espaces protégés (la réserve naturelle régionale de Mahistre et Musette, les « Costières de Nimes », la « Camargue Gardoise », la Camargue et la Petite Camargue) et quinze zones naturelles d'intérêt écologique, faunistique et floristique.
Saint-Laurent-d'Aigouze est une commune rurale et littorale qui compte 3 651 habitants en 2022, après avoir connu une forte hausse de la population depuis 1975. Elle est dans l'unité urbaine de Saint-Laurent-d'Aigouze et fait partie de l'aire d'attraction du Grau-du-Roi. Ses habitants sont appelés les Saint-Laurentais ou  Saint-Laurentaises ou Aigouzois.
Capitale officielle de la course camarguaise avec une trentaine de courses affiliées à la Fédération française de course camarguaise. Parmi ces courses, le Printemps des Royales, organisé par le Club taurin Lou Bandot, trophée taurin opposant six manades.
Ses habitants sont appelés les Saint-Laurentais. Ils peuvent être aussi appelés Li coute negre (« les cous noirs » en provençal) par les habitants des villages voisins.
Le patrimoine architectural de la commune comprend cinq immeubles protégés au titre des monuments historiques : la tour Carbonnière, classée en 1889, le fort de Peccais, inscrit en 1978, l'abbaye de Psalmodie, inscrite et classée en 1984, les arènes de Saint-Laurent-d'Aigouze, inscrit  en 1993, et le château de Calvières, inscrit en 1993.

## Géographie
Saint-Laurent-d'Aigouze est l'une des 75 communes membres du schéma de cohérence territoriale (SCOT) du Sud du Gard et fait également partie des 34 communes du pays Vidourle-Camargue.
| Marsillargues, Aimargues | Le Cailar               | Le Cailar, Vauvert |
| Lunel                    | Saint-Laurent-d'Aigouze | Vauvert            |
| Le Grau-du-Roi           | Aigues-Mortes           | Aigues-Mortes      |

### Accès et transports
Saint-Laurent-d'Aigouze est accessible par la route départementale D979, qui relie Aigues-Mortes, au sud, à Aigues-Vives, au nord.
L'aéroport le plus proche est celui de Nîmes - Garons.
Deux gares régionales sont à proximité de la commune : celle de Nîmes et celle de Montpellier. Une liaison TER depuis la Gare de Nîmes dessert la halte ferroviaire située le long de la route départementale 979, près des accès principaux pour accéder au centre-ville.

### Hydrographie
Saint-Laurent-d'Aigouze est arrosé par le Vidourle, en limite séparative de commune, à l'ouest, ainsi que par le Palus de la Carbonière au sud. La commune est également traversée par le Vistre.

### Climat
Pour des articles plus généraux, voir Climat de l'Occitanie et Climat du Gard.
En 2010, le climat de la commune est de type climat méditerranéen franc, selon une étude s'appuyant sur une série de données couvrant la période 1971-2000. En 2020, Météo-France publie une typologie des climats de la France métropolitaine dans laquelle la commune est exposée à un climat méditerranéen et est dans la région climatique Provence, Languedoc-Roussillon, caractérisée par une pluviométrie faible en été, un très bon ensoleillement (2 600 h/an), un été chaud (21,5 °C), un air très sec en été, sec en toutes saisons, des vents forts (fréquence de 40 à 50 % de vents > 5 m/s) et peu de brouillards.
Pour la période 1971-2000, la température annuelle moyenne est de 14,5 °C, avec une amplitude thermique annuelle de 16,7 °C. Le cumul annuel moyen de précipitations est de 647 mm, avec 5,9 jours de précipitations en janvier et 2,6 jours en juillet. Pour la période 1991-2020, la température moyenne annuelle observée sur la station météorologique la plus proche, située sur la commune d'Aigues-Mortes à 8 km à vol d'oiseau, est de 16,0 °C et le cumul annuel moyen de précipitations est de 552,6 mm,. Pour l'avenir, les paramètres climatiques de la commune estimés pour 2050 selon différents scénarios d’émission de gaz à effet de serre sont consultables sur un site dédié publié par Météo-France en novembre 2022.

### Milieux naturels et biodiversité

#### Espaces protégés

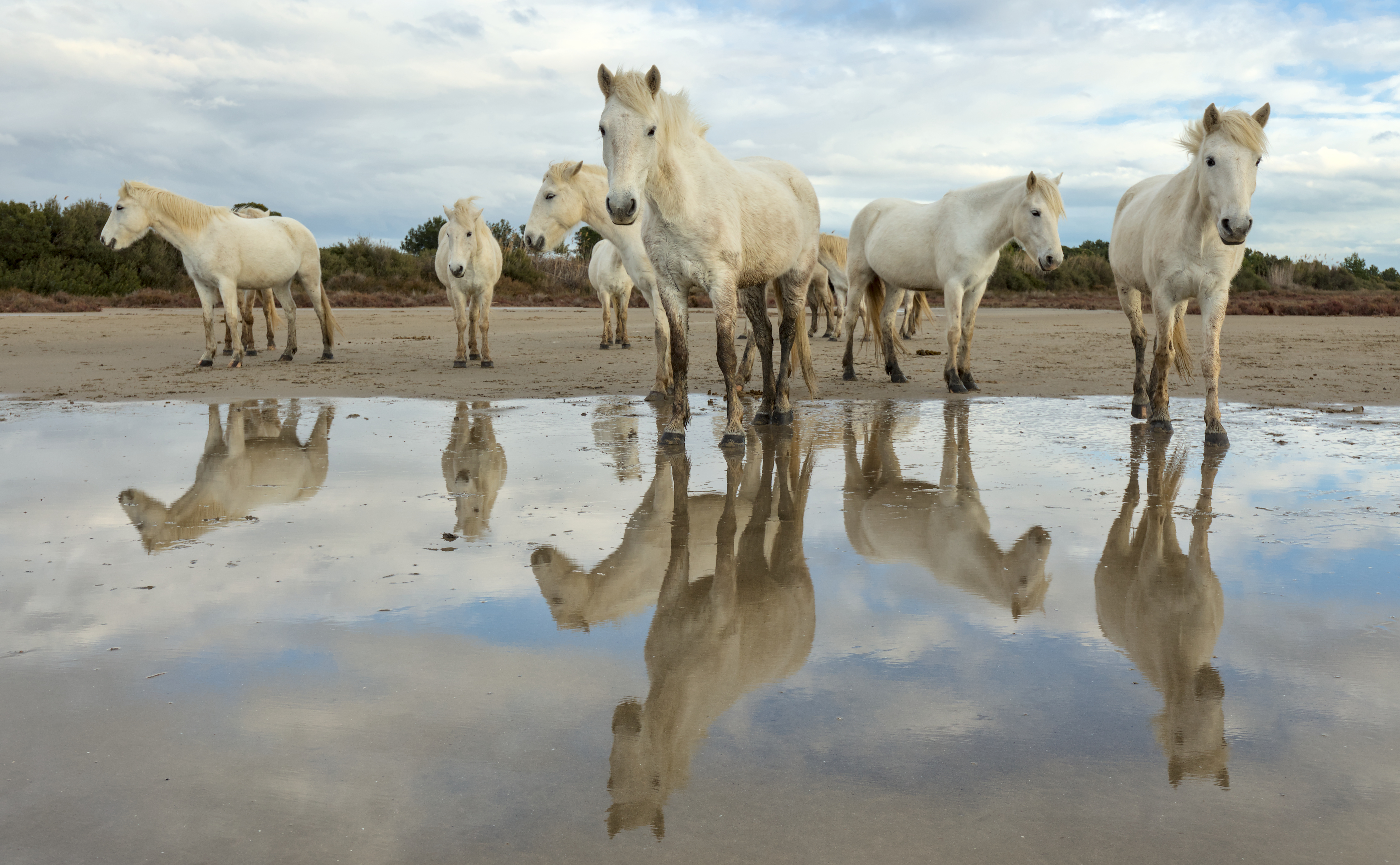
Chevaux de Camargue dans une zone humide de la commune.

La protection réglementaire est le mode d’intervention le plus fort pour préserver des espaces naturels remarquables et leur biodiversité associée,.
La commune fait également partie de la Camargue (delta du Rhône), un territoire  reconnu réserve de biosphère par l'UNESCO en 1977 pour ses nombreux bombements sources de diversité : bourrelets alluviaux des bras anciens et actuels du Rhône et cordons dunaires élaborés par les courants marins et les rivages historiques de la Méditerranée. Entre ces replis encore en partie boisés, dans les dépressions, se répartissent des terres basses occupées par les lagunes bordées de steppes salées, les marais à roselières en partie exploités pour la coupe du roseau et les étangs - dont le plus grand, le Vaccarès, occupe 6 500 hectares,.
Cinq autres espaces protégés sont présents sur la commune : 
- la réserve naturelle régionale de Mahistre et Musette, classée en 1999 puis reclassée en 2013, d'une superficie de 266,1 ha, qui regroupe deux entités voisines, le domaine de Mahistre, relique des grands marais de la Souteyranne, et le domaine de la Musette, ancien polder agricole. Le domaine présente une riche mosaïque de milieux représentatifs de la Camargue Gardoise (roselières, jonchaies, sansouïres, étangs, etc.), et une grande diversité faunistique[11],[12] ;
- les « Costières de Nimes », un terrain acquis (ou assimilé) par un conservatoire d'espaces naturels, d'une superficie de 2 027 ha[13] ;
- la « Camargue Gardoise », un terrain acquis par le Conservatoire du Littoral, d'une superficie de 885,6 ha[14],[15] ;
- la Camargue, une zone humide protégée par la convention de Ramsar, d'une superficie de 84 620 ha[16] ;
- la Petite Camargue, une zone humide protégée par la convention de Ramsar, d'une superficie de 41 705,5 ha[17].

#### Réseau Natura 2000

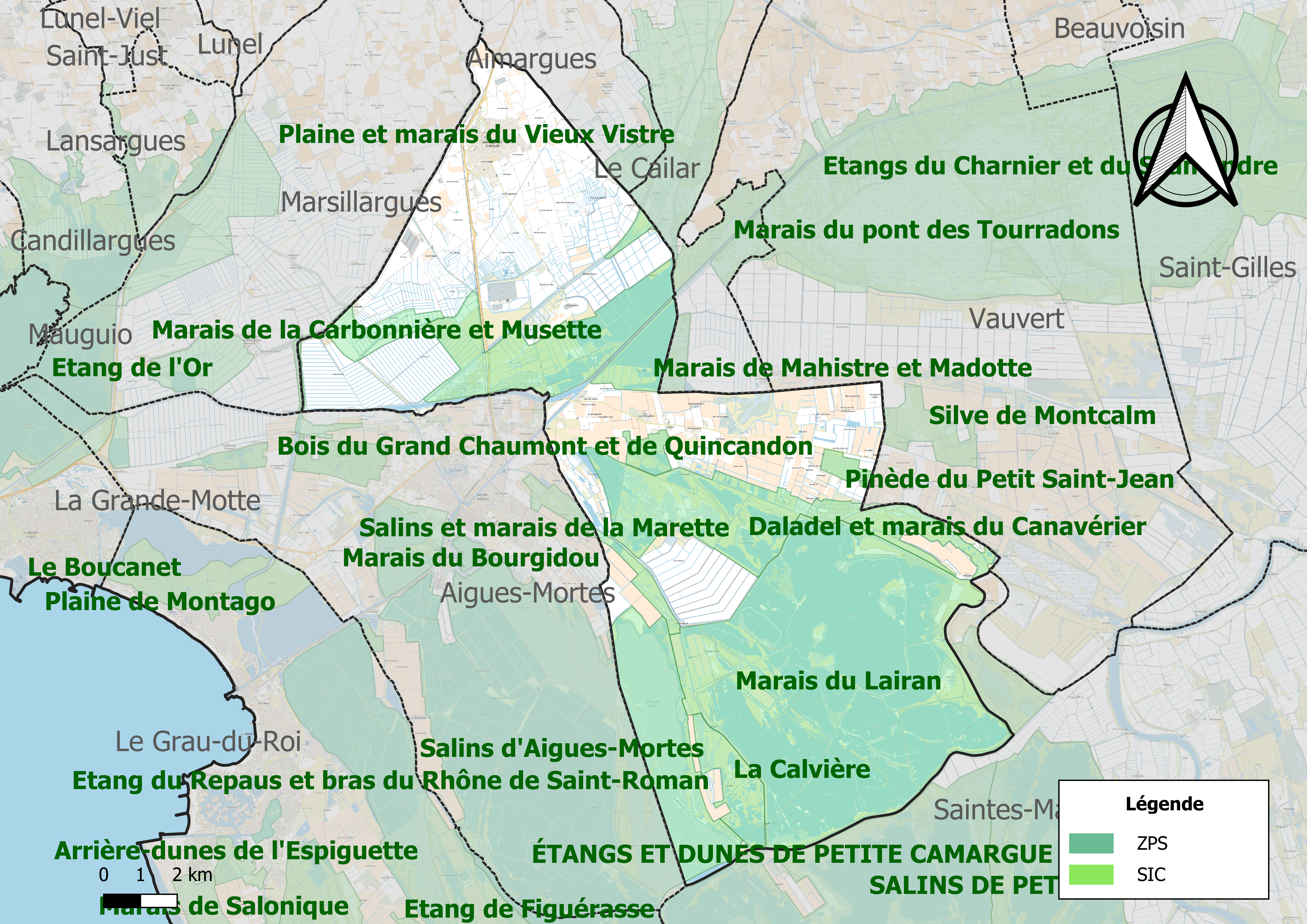
Sites Natura 2000 sur le territoire communal.

Le réseau Natura 2000 est un réseau écologique européen de sites naturels d'intérêt écologique élaboré à partir des directives habitats et oiseaux, constitué de zones spéciales de conservation (ZSC) et de zones de protection spéciale (ZPS).
Deux sites Natura 2000 ont été définis sur la commune au titre de la directive habitats :
- la « petite Camargue », d'une superficie de 34 412 ha, une grande zone humide littorale indissociable de la Camargue provençale. Il comprend deux ensembles très intéressants : d'une part une zone laguno-marine avec un important massif dunaire actif avec de nombreuses dunes vives et fixées dont certaines boisées (Genévriers et Pins pignons) et d'autre part une zone fluvio-lacustre constituée de marais et d'étangs doux à saumâtres[20] ;

« le Vidourle », d'une superficie de 209 ha, présentant un intérêt biologique tout particulier au regard de l'existence d'espèces aquatiques et palustres remarquables et singulières par rapport à d'autres cours d'eau de la région. Le Gomphe de Graslin, libellule d'intérêt communautaire, justifie notamment l'inscription du Vidourle au réseau Natura 2000 ;
et deux au titre de la directive oiseaux : 
- le « Camargue gardoise fluvio-lacustre », d'une superficie de 5 728 ha, comprenant une vaste zone (2 600 ha) de marais dulçaquicoles constituée par les étangs du Charnier, du Grey et du Scamandre ceinturés par la plus vaste étendue de roselières de la région (1 760 ha)[22] ;
- la « petite Camargue laguno-marine », d'une superficie de 15 681 ha, qui accueille plus de 240 espèces d'oiseaux et constitue un site de nidification régulier pour plus de 50 espèces, un important site d'accueil en hiver, particulièrement favorable aux oiseaux d'eau, aux laro-limicoles, à l'Outarde canepetière et à de nombreux passereaux, ainsi qu'une étape de migration (automne, printemps) pour plus de 160 espèces[23].

#### Zones naturelles d'intérêt écologique, faunistique et floristique
L’inventaire des zones naturelles d'intérêt écologique, faunistique et floristique (ZNIEFF) a pour objectif de réaliser une couverture des zones les plus intéressantes sur le plan écologique, essentiellement dans la perspective d’améliorer la connaissance du patrimoine naturel national et de fournir aux différents décideurs un outil d’aide à la prise en compte de l’environnement dans l’aménagement du territoire.
Douze ZNIEFF de type 1 sont recensées sur la commune :
- les « Corbières occidentales » (728 ha), couvrant 2 communes du département[25] ;
- les « Corbières orientales » (56 ha)[26] ;
- les « étangs et dunes de Petite Camargue » (3 435 ha), couvrant 3 communes dont 1 dans les Bouches-du-Rhône et 2 dans le Gard[27] ;
- « la Calvière » (176 ha)[28] ;
- « le Vidourle entre Port Vieil et Quincandon » (161 ha), couvrant 3 communes dont 2 dans le Gard et 1 dans l'Hérault[29] ;
- le « marais de la Carbonnière et Musette » (541 ha)[30] ;
- le « marais de Mahistre et Madotte » (202 ha), couvrant 2 communes du département[31] ;
- le « marais du Bourgidou » (116 ha), couvrant 2 communes du département[32] ;
- le « marais du Lairan » (2 619 ha)[33] ;
- la « pinède du Petit Saint-Jean » (40 ha)[34] ;
- la « plaine et marais du Vieux Vistre » (866 ha), couvrant 3 communes du département[35] ;
- les « salins d'Aigues-Mortes » (3 340 ha), couvrant 3 communes du département[36] ;

et trois ZNIEFF de type 2, : 
- la « Camargue fluvio-lacustre et laguno-marine » (82 788 ha), couvrant 8 communes dont 2 dans les Bouches-du-Rhône et 6 dans le Gard[37] ;
- le « Camargue gardoise » (42 422 ha), couvrant 12 communes dont 11 dans le Gard et 1 dans l'Hérault[38] ;
- la « vallée du Vidourle de Sauve aux étangs » (691 ha), couvrant 21 communes dont 16 dans le Gard et 5 dans l'Hérault[39].

Carte des ZNIEFF de type 1 et 2 à Saint-Laurent-d'Aigouze.
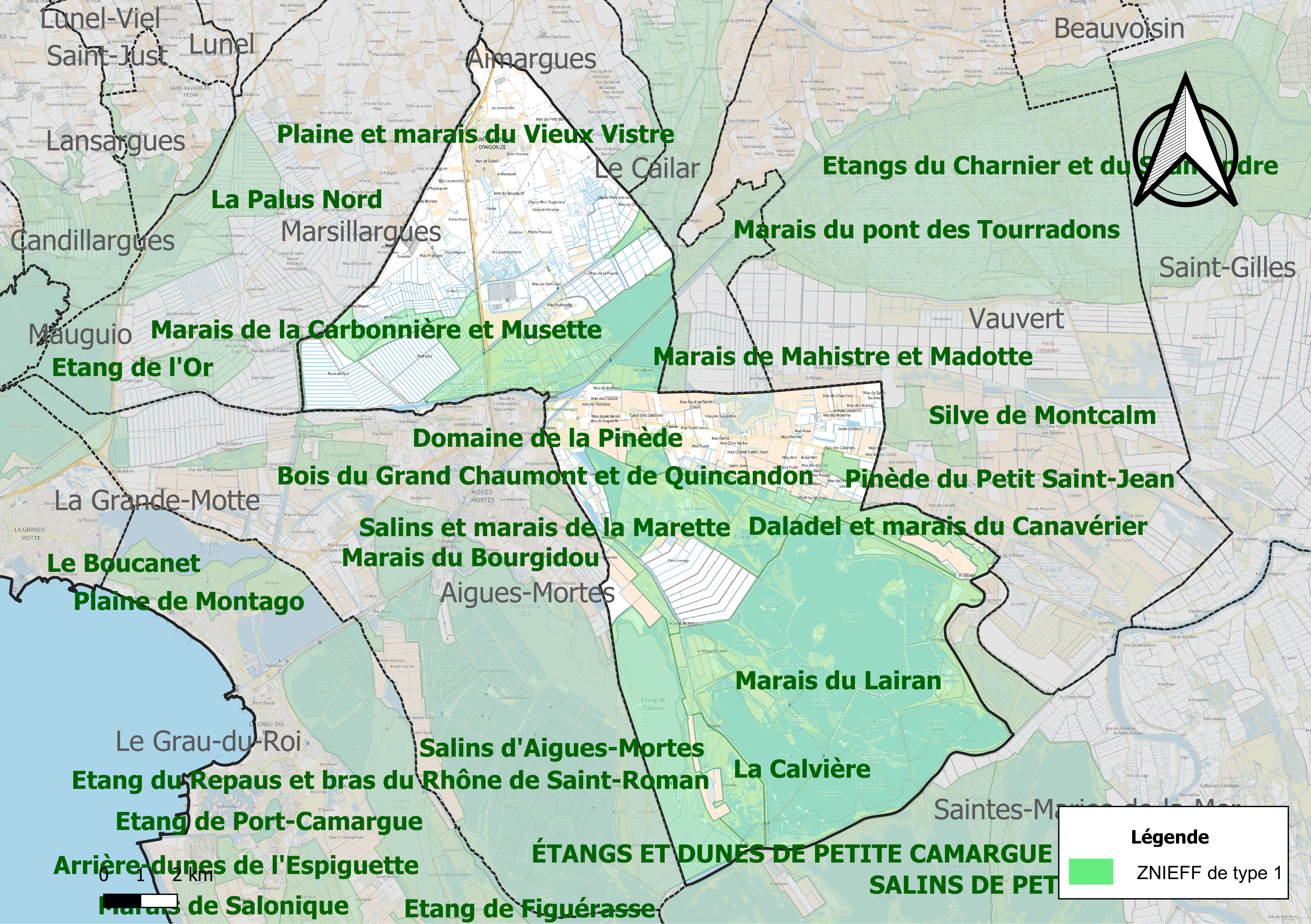
Carte des ZNIEFF de type 1 sur la commune.
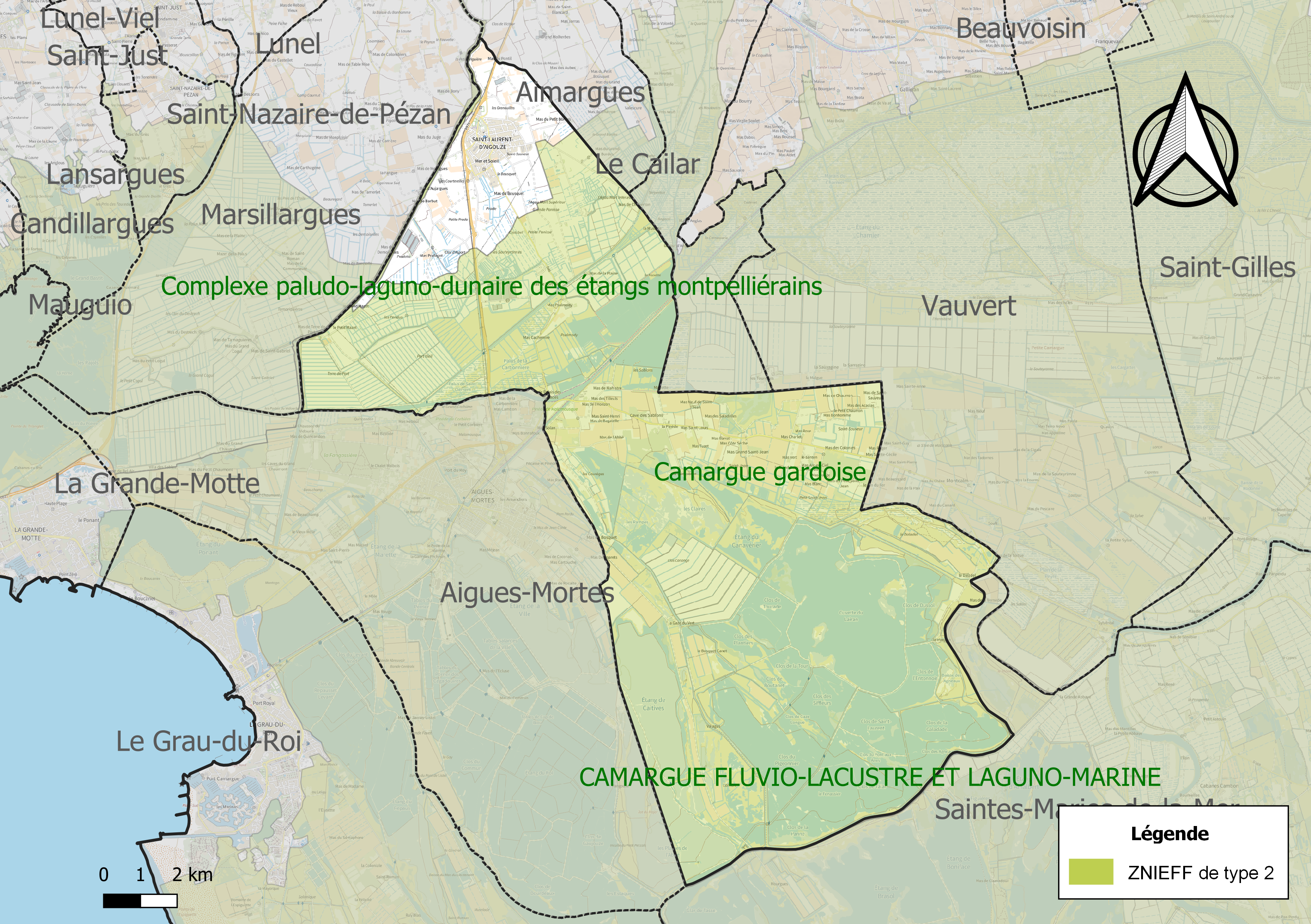
Carte des ZNIEFF de type 2 sur la commune.

## Urbanisme

### Typologie
Au 1er janvier 2024, Saint-Laurent-d'Aigouze est catégorisée bourg rural, selon la nouvelle grille communale de densité à sept niveaux définie par l'Insee en 2022.
Elle appartient à l'unité urbaine de Saint-Laurent-d'Aigouze, une unité urbaine monocommunale constituant une ville isolée,. Par ailleurs la commune fait partie de l'aire d'attraction du Grau-du-Roi, dont elle est une commune de la couronne,. Cette aire, qui regroupe 3 communes, est catégorisée dans les aires de moins de 50 000 habitants,.
La commune, bordée par la mer Méditerranée, est également une commune littorale au sens de la loi du 3 janvier 1986, dite loi littoral. Des dispositions spécifiques d’urbanisme s’y appliquent dès lors afin de préserver les espaces naturels, les sites, les paysages et l’équilibre écologique du littoral, tel le principe d'inconstructibilité, en dehors des espaces urbanisés, sur la bande littorale des 100 mètres, ou plus si le plan local d’urbanisme le prévoit.

### Occupation des sols
L'occupation des sols de la commune, telle qu'elle ressort de la base de données européenne d’occupation biophysique des sols Corine Land Cover (CLC), est marquée par l'importance des territoires agricoles (44,3 % en 2018), une proportion sensiblement équivalente à celle de 1990 (44,8 %). La répartition détaillée en 2018 est la suivante : 
eaux maritimes (26,5 %), zones humides côtières (19,8 %), terres arables (17,9 %), zones agricoles hétérogènes (13,5 %), cultures permanentes (12,8 %), zones humides intérieures (6,9 %), zones urbanisées (1,5 %), forêts (0,7 %), milieux à végétation arbustive et/ou herbacée (0,3 %). L'évolution de l’occupation des sols de la commune et de ses infrastructures peut être observée sur les différentes représentations cartographiques du territoire : la carte de Cassini (XVIIIe siècle), la carte d'état-major (1820-1866) et les cartes ou photos aériennes de l'IGN pour la période actuelle (1950 à aujourd'hui).

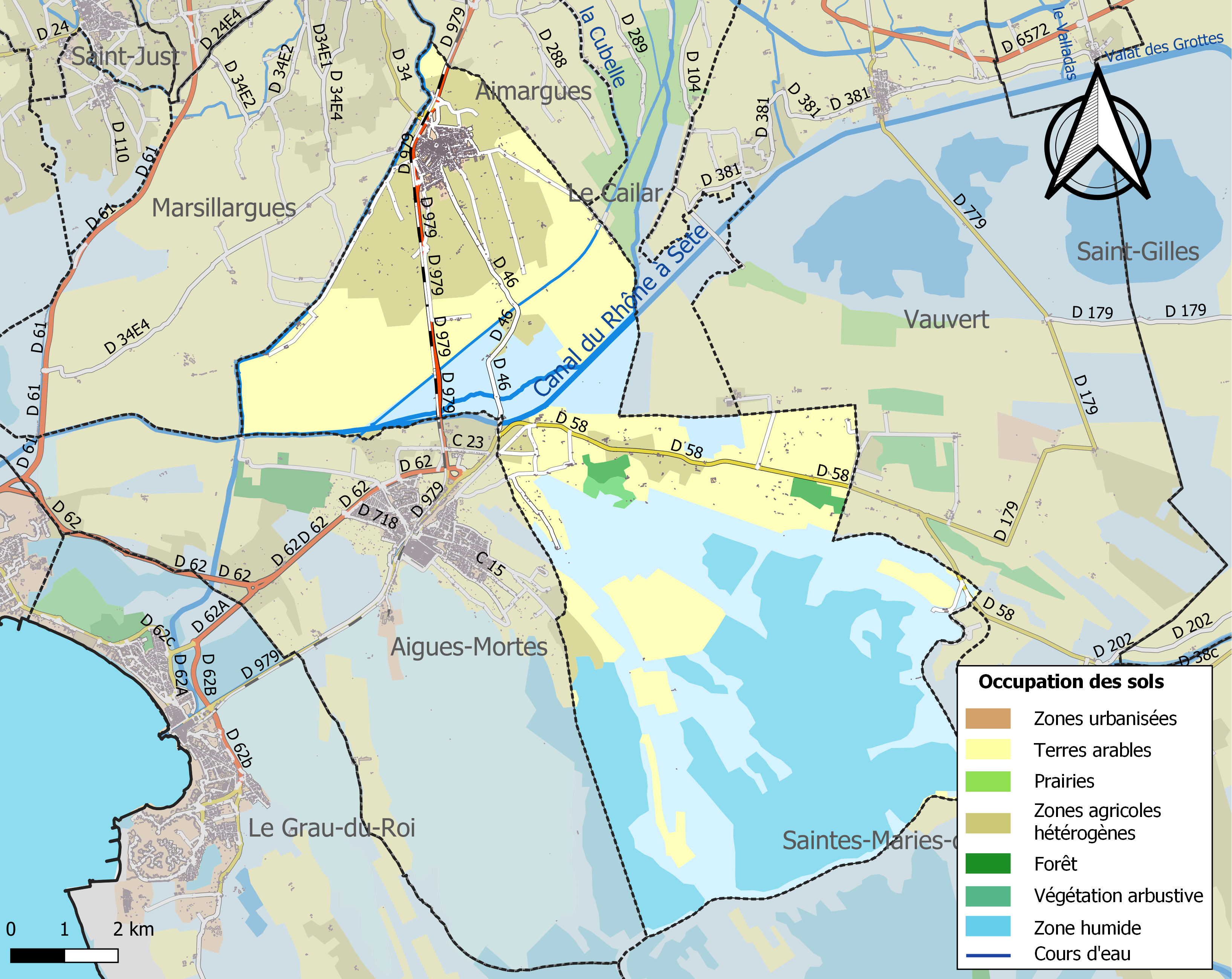
Carte des infrastructures et de l'occupation des sols de la commune en 2018 (CLC).

### Risques majeurs
Le territoire de la commune de Saint-Laurent-d'Aigouze est vulnérable à différents aléas naturels : météorologiques (tempête, orage, neige, grand froid, canicule ou sécheresse), inondations, feux de forêts et séisme (sismicité très faible). Il est également exposé à deux risques technologiques, le transport de matières dangereuses et la rupture d'un barrage. Un site publié par le BRGM permet d'évaluer simplement et rapidement les risques d'un bien localisé soit par son adresse soit par le numéro de sa parcelle.

#### Risques naturels
La commune fait partie du territoire à risques importants d'inondation (TRI) de Montpellier/Lunel/Maugio/Palavas, regroupant 49 communes du bassin de vie de l'Montpellier et s'étendant sur les départements de  l'Hérault et du Gard, un des 31 TRI qui ont été arrêtés fin 2012 sur le bassin Rhône-Méditerranée, retenu au regard des risques de submersions marines et de débordements du Vistre, du Vidourle, du Lez et de la Mosson. Parmi les derniers événements significatifs qui ont touché le territoire, peuvent être citées les crues de septembre 2002 et de septembre 2003 (Vidourle) et les tempêtes de novembre 1982 et décembre 1997 qui ont touché le littoral. Des cartes des surfaces inondables ont été établies pour trois scénarios : fréquent (crue de temps de retour de 10 ans à 30 ans), moyen (temps de retour de 100 ans à 300 ans) et extrême (temps de retour de l'ordre de 1 000 ans, qui met en défaut tout système de protection),. La commune a été reconnue en état de catastrophe naturelle au titre des dommages causés par les inondations et coulées de boue survenues en 1982, 1994, 1995, 2002, 2003, 2005, 2015 et 2018,.

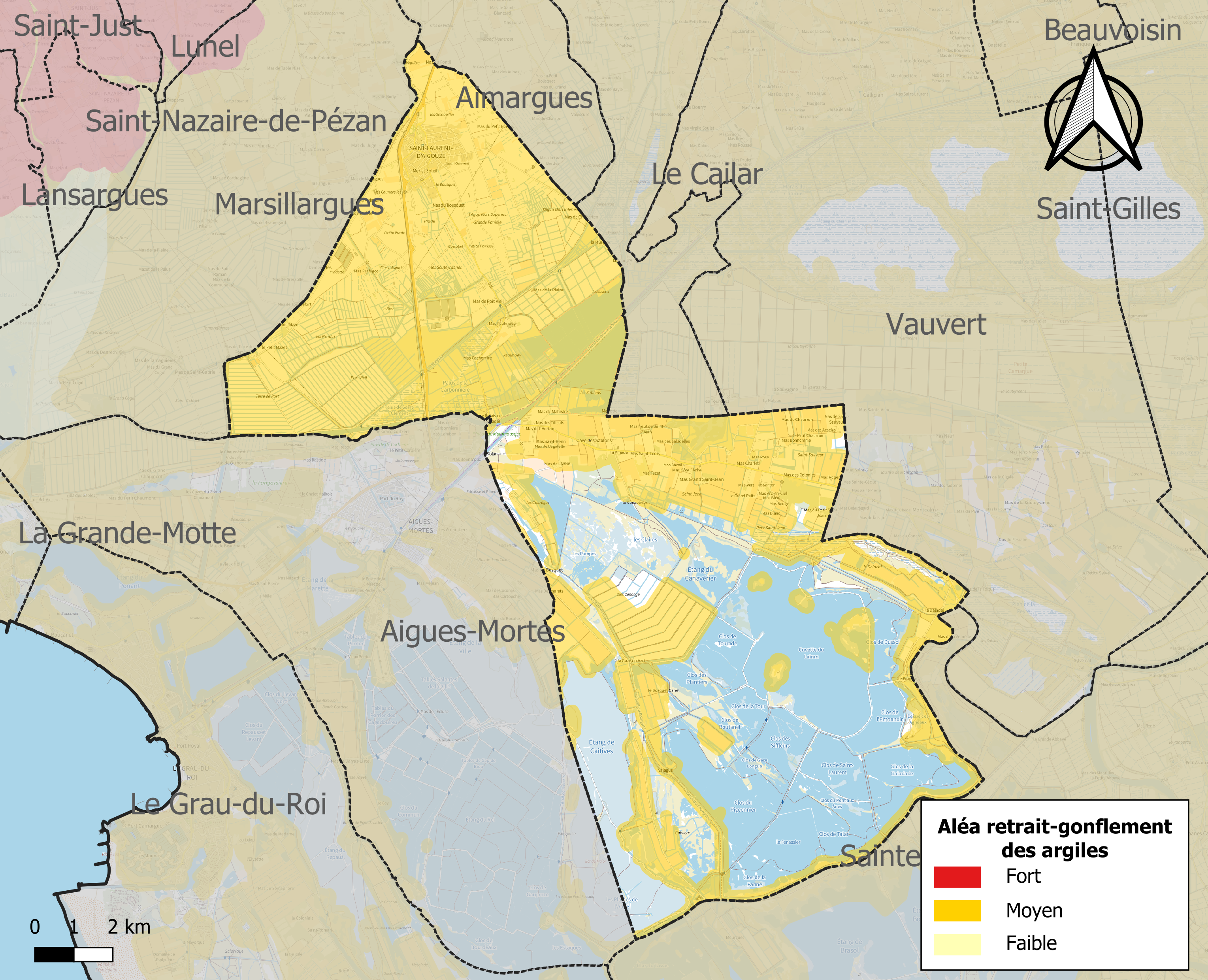
Carte des zones d'aléa retrait-gonflement des sols argileux de Saint-Laurent-d'Aigouze.

Le retrait-gonflement des sols argileux est susceptible d'engendrer des dommages importants aux bâtiments en cas d’alternance de périodes de sécheresse et de pluie. 63,8 % de la superficie communale est en aléa moyen ou fort (67,5 % au niveau départemental et 48,5 % au niveau national). Sur les 1 731 bâtiments dénombrés sur la commune en 2019, 1714 sont en aléa moyen ou fort, soit 99 %, à comparer aux 90 % au niveau départemental et 54 % au niveau national. Une cartographie de l'exposition du territoire national au retrait gonflement des sols argileux est disponible sur le site du BRGM,.
Par ailleurs, afin de mieux appréhender le risque d’affaissement de terrain, l'inventaire national des cavités souterraines permet de localiser celles situées sur la commune.

#### Risques technologiques
Le risque de transport de matières dangereuses sur la commune est lié à sa traversée par des infrastructures routières ou ferroviaires importantes ou la présence d'une canalisation de transport d'hydrocarbures. Un accident se produisant sur de telles infrastructures est en effet susceptible d’avoir des effets graves au bâti ou aux personnes jusqu’à 350 m, selon la nature du matériau transporté. Des dispositions d’urbanisme peuvent être préconisées en conséquence.
La commune est en outre située en aval des barrages de Sainte-Croix et de Serre-Ponçon, deux ouvrages de classe A. À ce titre elle est susceptible d’être touchée par l’onde de submersion consécutive à la rupture d'un de ces ouvrages.

## Héraldique
|  | D'argent au gril de sable |

## Histoire
Les premières traces d'habitations datent du VIe siècle. Une seconde vague d'installation sur la commune, plus définitive, remonte au IXe siècle. Il s'agit d'une population de cultivateurs, en relation avec les moines de l'abbaye de Psalmodie.
Au XVIIe siècle, la commune, comme la région, fut frappée par la peste, puis par cinq inondations du Vidourle.
Au cours de la Révolution française, la commune porte provisoirement le nom de Aigouze.
La commune élit un maire Section française de l'Internationale communiste (ancêtre du PCF) aux élections de 1935. La signature du pacte germano-soviétique suivie du déclenchement de la Seconde Guerre mondiale ont des répercussions rapides sur la vie des communes communistes ; le maire de Saint-Laurent est suspendu en application du décret du 18 octobre 1939 et remplacé par une délégation spéciale. Cependant, même cette délégation spéciale, nommée à la fin de la IIIe République, n’est pas suffisamment docile du point de vue du régime de Vichy : elle est elle aussi suspendue.

## Économie

### Revenus
En 2018  (données Insee publiées en septembre 2021), la commune compte 1 666 ménages fiscaux, regroupant 3 766 personnes. La médiane du revenu disponible par unité de consommation est de 21 320 € (20 020 € dans le département). 49 % des ménages fiscaux sont imposés (43,9 % dans le département).

### Emploi
|                | 2008   | 2013   | 2018   |
| -------------- | ------ | ------ | ------ |
| Commune        | 10,9 % | 10,5 % | 10,3 % |
| Département    | 10,6 % | 12 %   | 12 %   |
| France entière | 8,3 %  | 10 %   | 10 %   |

En 2018, la population âgée de 15 à 64 ans s'élève à 2 173 personnes, parmi lesquelles on compte 78,2 % d'actifs (67,9 % ayant un emploi et 10,3 % de chômeurs) et 21,8 % d'inactifs,. En  2018, le taux de chômage communal (au sens du recensement) des 15-64 ans est inférieur à celui du département, mais supérieur à celui de la France, alors qu'en 2008 il était supérieur à celui du département.
La commune fait partie de la couronne de l'aire d'attraction du Grau-du-Roi, du fait qu'au moins 15 % des actifs travaillent dans le pôle,. Elle compte 640 emplois en 2018, contre 539 en 2013 et 520 en 2008. Le nombre d'actifs ayant un emploi résidant dans la commune est de 1 493, soit un indicateur de concentration d'emploi de 42,9 % et un taux d'activité parmi les 15 ans ou plus de 58,5 %.
Sur ces 1 493 actifs de 15 ans ou plus ayant un emploi, 403 travaillent dans la commune, soit 27 % des habitants. Pour se rendre au travail, 86,9 % des habitants utilisent un véhicule personnel ou de fonction à quatre roues, 1,4 % les transports en commun, 7 % s'y rendent en deux-roues, à vélo ou à pied et 4,7 % n'ont pas besoin de transport (travail au domicile).

### Activités hors agriculture

#### Secteurs d'activités
360 établissements sont implantés  à Saint-Laurent-d'Aigouze au 31 décembre 2019. Le tableau ci-dessous en détaille le nombre par secteur d'activité et compare les ratios avec ceux du département,.
| Secteur d'activité                                                                                        | Commune | Commune | Département |
| Secteur d'activité                                                                                        | Nombre  | %       | %           |
| --- | ------- | ------- | ----------- |
| Ensemble                                                                                                  | 360     | 100 %   | (100 %)     |
| Industrie manufacturière, industries extractives et autres                                                | 27      | 7,5 %   | (7,9 %)     |
| Construction                                                                                              | 58      | 16,1 %  | (15,5 %)    |
| Commerce de gros et de détail, transports, hébergement et restauration                                    | 114     | 31,7 %  | (30 %)      |
| Information et communication                                                                              | 5       | 1,4 %   | (2,2 %)     |
| Activités financières et d'assurance                                                                      | 8       | 2,2 %   | (3 %)       |
| Activités immobilières                                                                                    | 25      | 6,9 %   | (4,1 %)     |
| Activités spécialisées, scientifiques et techniques et activités de services administratifs et de soutien | 46      | 12,8 %  | (14,9 %)    |
| Administration publique, enseignement, santé humaine et action sociale                                    | 36      | 10 %    | (13,5 %)    |
| Autres activités de services                                                                              | 41      | 11,4 %  | (8,8 %)     |

Le secteur du commerce de gros et de détail, des transports, de l'hébergement et de la restauration est prépondérant sur la commune puisqu'il représente 31,7 % du nombre total d'établissements de la commune (114 sur les 360 entreprises implantées  à Saint-Laurent-d'Aigouze), contre 30 % au niveau départemental.

#### Entreprises et commerces
Les cinq entreprises ayant leur siège social sur le territoire communal qui génèrent le plus de chiffre d'affaires en 2020 sont : 
- Les Jardins De Camargue, culture de légumes, de melons, de racines et de tubercules (2 182 k€)
- Coge Camargue, production d'électricité (1 425 k€)
- MDMP Holding, commerce de gros (commerce interentreprises) non spécialisé (1 184 k€)
- Les Jardins De Port Vieil, culture de légumes, de melons, de racines et de tubercules (894 k€)
- Animo Consult, activités des sociétés holding (516 k€)

### Agriculture
La commune est dans la « Plaine Viticole », une petite région agricole occupant le  sud-est du département du Gard. En 2020, l'orientation technico-économique de l'agriculture  sur la commune est la polyculture et/ou le polyélevage.
|               | 1988 | 2000 | 2010 | 2020  |
| ------------- | ---- | ---- | ---- | ----- |
| Exploitations | 65   | 36   | 33   | 70    |
| SAU (ha)      | 590  | 430  | 432  | 2 606 |

Le nombre d'exploitations agricoles en activité et ayant leur siège dans la commune est passé de 65 lors du recensement agricole de 1988  à 36 en 2000 puis à 33 en 2010 et enfin à 70 en 2020, soit une baisse de 1 % en 32 ans. Le même mouvement est observé à l'échelle du département qui a perdu pendant cette période 61 % de ses exploitations,. La surface agricole utilisée sur la commune a quant à elle augmenté, passant de 590 ha en 1988 à 2 606 ha en 2020. Parallèlement la surface agricole utilisée moyenne par exploitation a augmenté, passant de 9 à 37 ha.

## Politique et administration

### Liste des maires
| Période                                  | Période      | Identité           | Étiquette             | Qualité |
| ---------------------------------------- | ------------ | ------------------ | --------------------- | --- |
| 1790                                     | 1791         | Louis Fontanès     |                       | |
| 1935                                     | 1939         | Émile Hugon        | SFIC (ancêtre du PCF) | Ouvrier agricole Conseiller d'arrondissement du canton d'Aigues-Mortes (1937-1940), suspendu en 1939               |
| 1965                                     | mars 1983    | Henri Méry         |                       | |
| mars 1983                                | mars 1989    | Robert Triaire     |                       | |
| mars 1989                                | juin 1995    | René Audemard      |                       | |
| juin 1995                                | 1996         | Claude Charpentier |                       | |
| 1996                                     | mars 2001    | Raymond Clavel     |                       | Salarié à la Source Perrier                                                                                        |
| mars 2001                                | mars 2008    | Thierry Féline     | DVD                   | |
| mars 2008                                | mai 2011     | Joëlle Gibelin     | PS                    | |
| mai 2011                                 | juillet 2011 | Guy Schrub         | Société civile        | Président de la délégation spéciale                                                                                |
| juillet 2011                             | mai 2020     | Laurent Pélissier  | DVD                   | Cadre chargé du développement touristique Conseiller départemental suppléant du canton d'Aigues-Mortes depuis 2015 |
| mai 2020                                 | En cours     | Thierry Féline     |                       | Clerc d'huissier de justice                                                                                        |
| Les données manquantes sont à compléter. |              |                    |                       | |

- 1791-1792 : Jacques Fontanès
- 1792 : Jean Auzière
- an II : Jean Gibelin (maire provisoire)
- an II : Jean-Louis Verney
- an II : Jean Auzière
- an III : Jean-Louis Mahistre
- an IV : Jean Auzière (agent municipal)
- an IV : Jean Chapel
- an V : Jean Auzière
- an VI : Jean-Louis Mahistre
- an VII-1815 : François Rame
- 1815 : François Barbut
- 1815 : Claude Mourgues (adjoint faisant fonction)
- 1815 : Jean Vézian (adjoint faisant fonction)
- 1818-1820 : François Rame
- 1820 : Jean-Louis Maystre (adjoint faisant fonction)
- 1821 : François Rame (adjoint faisant fonction)
- 1821 : Jean-Claude Dôle (adjoint faisant fonction)
- 1824 : Jean-Baptiste Nesme-Desmarets
- 1825 : Louis Coissard (adjoint faisant fonction)
- 1830-1835 : Jean Bonnet
- 1835 : Jean Bertrand-Vigouroux
- 1835 : Jean-Louis Mourgues (adjoint faisant fonction)
- 1838 : François Rame (adjoint faisant fonction ; maire en 1844)
- 1848-1849 : Adolphe Chauvet
- 1849-1852 : Jean Mourgues
- 1852-1854 : Marc-Adolphe Valz
- 1854-1865 : Bertrand Vigouroux
- 1865-1871 : Siméon Courtiol
- 1871-1874 : François de Lescure
- 1874-1876 : Thomy Fourmaud
- 1876-1877 : Louis Mahistre
- 1877 : Pierre Barbusse (adjoint faisant fonction)
- 1878-1900 : Alphonse Crouzet
- 1900-1904 : Jacques Ode
- 1904-1908 : Samuel Joubert
- 1908-1912 : Louis Rouvière
- 1912-1919 : Jules Moline
- 1919-1920 : Henri Encontre
- 1920-1925 : Albert Barbusse
- 1925-1927 : Ernest Groul
- 1927-1929 : Edmond Cavalier
- 1929-1935 : Albert Barbusse

[...] 
- 1939-1944 : René Raynaud (président de la délégation spéciale)
- 1945-1947 : André Féline
- 1947-1965 : Émile Méoulet[68]

### Conseil municipal des enfants
Comme dans de nombreuses communes françaises, les mineurs de Saint-Laurent-d'Aigouze ont élu un « Conseil municipal des enfants ».

### Canton
La commune fait partie du canton d'Aigues-Mortes. Le canton dépend de l'arrondissement de Nîmes et de la deuxième circonscription du Gard.

## Démographie
L'évolution du nombre d'habitants est connue à travers les recensements de la population effectués dans la commune depuis 1793. Pour les communes de moins de 10 000 habitants, une enquête de recensement portant sur toute la population est réalisée tous les cinq ans, les populations de référence des années intermédiaires étant quant à elles estimées par interpolation ou extrapolation. Pour la commune, le premier recensement exhaustif entrant dans le cadre du nouveau dispositif a été réalisé en 2007.

En 2022, la commune comptait 3 651 habitants, en évolution de +5,34 % par rapport à 2016 (Gard : +2,97 %, France hors Mayotte : +2,11 %).
| 1793  | 1800  | 1806  | 1821  | 1831  | 1836  | 1841  | 1846  | 1851  |
| ----- | ----- | ----- | ----- | ----- | ----- | ----- | ----- | ----- |
| 1 182 | 1 316 | 1 345 | 1 425 | 1 475 | 1 493 | 1 595 | 1 723 | 1 586 |

| 1856  | 1861  | 1866  | 1872  | 1876  | 1881  | 1886  | 1891  | 1896  |
| ----- | ----- | ----- | ----- | ----- | ----- | ----- | ----- | ----- |
| 1 633 | 1 755 | 1 694 | 1 681 | 1 730 | 1 749 | 1 897 | 1 980 | 2 067 |

| 1901  | 1906  | 1911  | 1921  | 1926  | 1931  | 1936  | 1946  | 1954  |
| ----- | ----- | ----- | ----- | ----- | ----- | ----- | ----- | ----- |
| 2 310 | 2 259 | 2 052 | 2 195 | 2 122 | 2 167 | 1 940 | 1 776 | 1 916 |

| 1962  | 1968  | 1975  | 1982  | 1990  | 1999  | 2006  | 2007  | 2012  |
| ----- | ----- | ----- | ----- | ----- | ----- | ----- | ----- | ----- |
| 1 862 | 1 862 | 1 728 | 1 730 | 2 323 | 2 738 | 3 152 | 3 210 | 3 343 |

| 2017  | 2022  | - | - | - | - | - | - | - |
| ----- | ----- | - | - | - | - | - | - | - |
| 3 474 | 3 651 | - | - | - | - | - | - | - |

## Culture locale et patrimoine

### Lieux et monuments

La tour Carbonnière vue du sud.

- La tour Carbonnière, édifice fortifié du XIVe siècle, inscrite monument historique le 1er décembre 1903[73], est propriété de l’État. La tour Carbonnière est citée pour la première fois dans un texte daté de 1346 qui donne des précisions sur la fonction de l’ouvrage. Il y est dit « .. que cette forteresse est la clé du royaume en cette contrée. » En effet, située au milieu des marais, elle était le passage obligé pour accéder à Aigues-Mortes. Elle était tenue par une garnison composée d’un châtelain et de plusieurs gardes. Depuis sa terrasse qui pouvait supporter jusqu’à quatre pièces d’artillerie, on a une vue panoramique sur la Petite Camargue.
- L'ancienne abbaye de Psalmody (ou Psalmodie), inscrite monument historique le 13 novembre 1984[74]), n'est plus que vestiges et est propriété d’une personne privée.
- Les arènes Guy Hugon (inscription MH partielle 10 décembre 1993[75]), accolées à l'église, d’un intérêt ethnologique de la tradition culturelle de la bouvine en Bas-Languedoc : sol de la place, barrières délimitant la piste, toril. Propriété de la commune. (À voir : toril, place de la République).
- L'église paroissiale Saint-Laurent[76]. L'édifice est référencé dans la base Mérimée et à l'Inventaire général Région Occitanie[77]. Si sa façade date du début du XVIIIe siècle, la nef est d'époque romane. Le clocher du XVIIIe était, à l'origine, surmonté d'un petit dôme de pierre à quatre pentes remplacé par une petite flèche en béton à imitation de fausses pierres au milieu du XXe siècle. Il comporte deux cloches.
- Le temple de l'Église Réformée de France ; début XIXe, style néoclassique.
- Le château de Calvières des XVIIe et XIXe siècles (inscription MH 9 avril 2001[78]). Le parc et les deux pièces au plafond peint situées au premier étage côté cour en totalité les façades et toitures du corps de logis, avec l'orangerie, mais à l'exclusion des communs. Propriété d’une société privée. À voir : logis, orangerie, parc, élévation, décor intérieur. Adresse : 164 place de la Blanqui (rue) 1 ; République.
- L'hôtel de ville (XVIIe et XVIIIe siècles avec ancienne halle de la même époque. Le beffroi communal qui lui est accolé remonterait, à sa base, au XVe siècle. Sur la terrasse, un gracieux campanile XVIIIe abrite une importante cloche (diamètre 1,04 m) de 1760 réalisée par le maître fondeur Jean Poutingon. Cette cloche est hélas fort abîmée, fêlée, un morceau s'est même détaché à sa base.. Sa dédicace est la suivante : SIT NOMEN DOMINI BENEDITVM CETTE CLOCHE A ETE COMMANCEE DU CONSVLAT DE Srs ( Sieurs ) PIERRE FLORENTIN ET DE GILLES GIBELLIN ET FONDVE DU CONSVLAT DE Srs FRANCOIS CHAPEL ET ANDRE BERGERET L'ANNEE 1760.

I POVTINGON MA FAITE L'AN 1760.
- Les vestiges du fort de Peccais, 1re moitié du XVIIe siècle (inscription MH 13 décembre 1978[79]). À voir : fossés douves, vestiges fondations et murs de l'ancien bastion. Propriété d’une société privée.
- Ancien château d'eau, prise d'eau, en bordure du Vidourle édifié vers 1900 dans le quartier de l'ancienne gare et surmonté à l'origine d'une éolienne afin d'élever les eaux du fleuve. Il vient malheureusement d'être démoli dans l'indifférence générale lors de la requalification des berges du fleuve. Il présentait l'originalité d'avoir été édifié sur le modèle des portes des remparts d'Aigues-Mortes. Cette construction était, en outre, inventoriée sur les fiches patrimoine de la DRAC.

## Vie locale

### Services, équipements
Les élèves de Saint-Laurent-d'Aigouze commencent leurs études dans la commune, qui comporte une école maternelle et une école primaire « Alexandra David-Néel ».
La commune accueille sur son territoire la manade Agnel.
Ici tout commence, une série phare de la chaîne TF1 est tournée au Château de Calvières situé à Saint-Laurent-d’Aigouze.

## Personnalités
- Jean Julien dit « Julien de Toulouse » (1750-1828), né à Saint-Laurent-d'Aigouze, personnalité politique de la Révolution française, député à la Convention nationale.
- André Champel, footballeur, est né à Saint-Laurent-d'Aigouze.
- Marie Sara gère un élevage sur la commune.

### Vue aérienne

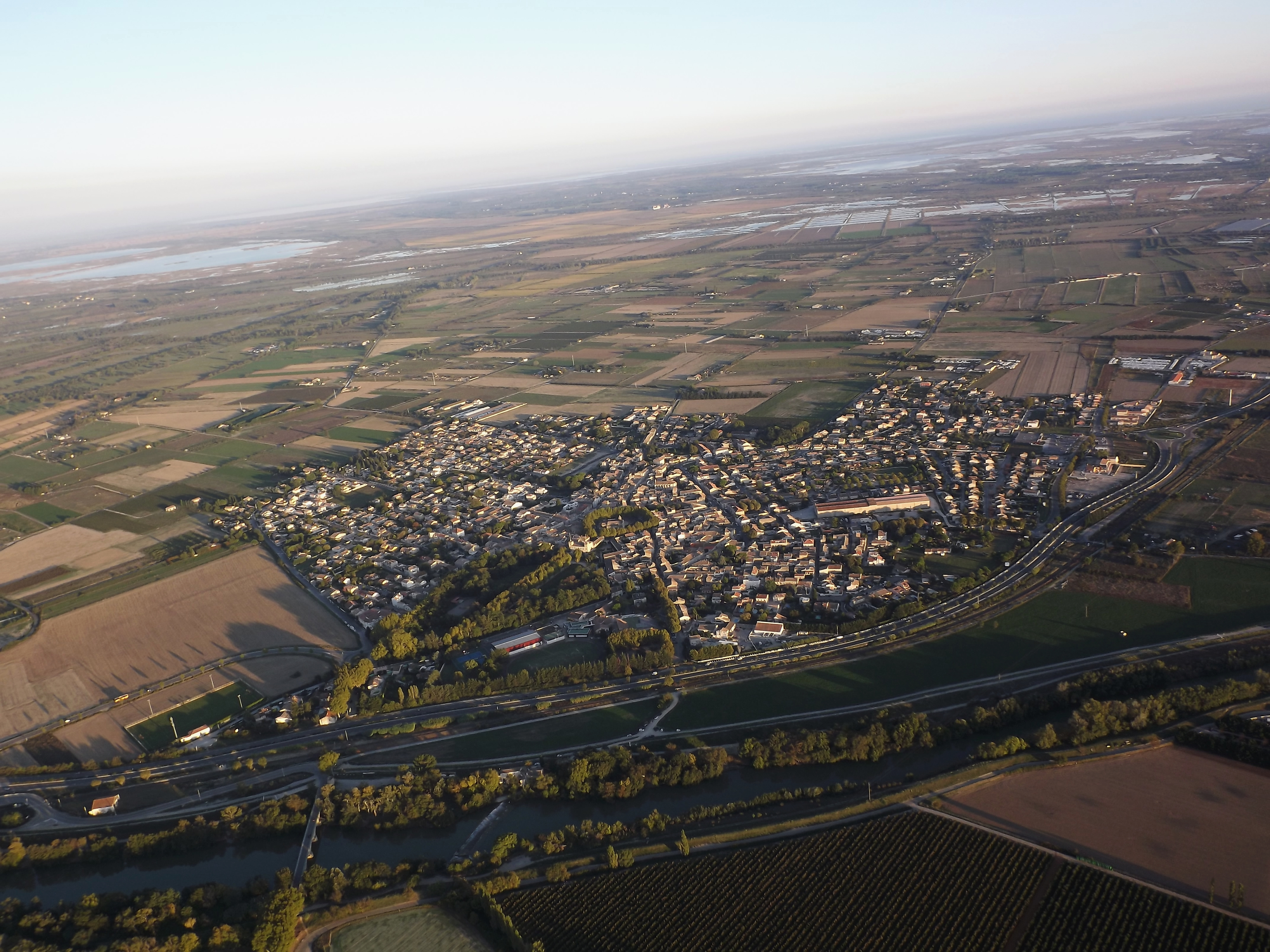
Vue aérienne.